# Balawat, Muddebihal
Balawat là một làng thuộc tehsil Muddebihal, huyện Bijapur, bang Karnataka, Ấn Độ.